# From Souvenirs to Souvenirs
«From Souvenirs to Souvenirs» (укр. Від спогадів до спогадів) — пісня грецького композитора Стеліоса Влавіаноса та поета Алека Костандіноса. Пісню найкраще знають у виконанні грецького співака Деміса Русоса, вперше вона з'явилася на його альбомі Souvenirs 1975 року та вийшла як сингл у багатьох країнах. Пізніше композицію неодноразово перекладали іншими мовами й переспівували Русос та інші виконавці.
«From Souvenirs to Souvenirs» стала одним з найбільших хітів Деміса Русоса в СРСР, де виходила під назвою «Сувенир» або «От сувениров до сувениров». Серед відомих радянських та пострадянських кавер-версій пісні — «Первая любовь» у виконанні ВІА «Червоні маки» (1977) та «Бегут года» гурту «Русский размер» та Професора Лебединського (1995).

## Оригінальна композиція
Авторами пісні є грецький композитор Стеліас Влавіанос та поет Алек Костандінос. Вони співпрацювали з багатьма грецькими виконавцями, та, зокрема, були авторами хіта «Forever and Ever», який 1973 року приніс світову популярність співакові Демісу Русосу. Чергова композиція авторського дуету вийшла 1975 року та увійшла до альбомів одразу двох місцевих виконавців. Оригінальна англійськомовна композиція отримала назву «From Souvenirs to Souvenirs» (укр. Від спогадів до спогадів) й Деміс Русос записав її у студії Studio Des Dames в Парижі під час звукозаписувальних сесій, що тривали з 2 січня по 4 лютого 1975 року. Вона потрапила до його альбому Souvenirs, що вийшов на лейблі Philips Records. Головний герой пісні жив «від спогадів до спогадів», згадуючи власне минуле кохання.
У записі альбому Souvenirs брали участь:  
| - Аранжування — С. Влавіанос - Бас-гітара — Бернар Розаті, Антуан Рубіо - Диригент (струнні та духові) — С. Влавіанос - Барабани — Андре Чеккареллі, Жак Розаті - Гітара — Сільвер Кулуріс, Клод Енгель | - Гармоніка — Жан-Жак Мільто - Клавішні — С. Влавіанос - Перкусія — Мішель Делапорт - Продюсер — Деміс Русос - Сталева гітара — Бенуа Кауфман |

Того ж року грецька співачка Марінелла переспівала пісню під назвою «Γιατί Φοβάσαι (From Souvenirs To Souvenirs)» (укр. Чому ти боїшся?), випустивши її на альбомі «Μαρινέλλα για πάντα» (укр. Марінелла назавжди). Текст грецькою мовою був написаний Піфагорасом Папастаматіу, виконувався від імені жінки та не був простим перекладом, а суттєво відрізнявся за змістом. Окрім цього, 1975 року Гранд-оркестр Поля Моріа випустив на Philips Records платівку From Souvenirs to Souvenirs, яка містила інструментальну версію однойменної композиції. 
На відміну від версії Марінелли, яка залишилася непоміченою, пісня у виконанні Деміса Русоса стала більш популярною. Окрім виходу у складі альбому Souvenirs, її видали окремим синглом на семидюймових вінілових платівках у багатьох країнах світу, серед яких Франція, Канада, Німеччина, Італія, Португалія, Іспанія, Нова Зеландія, Аргентина, Перу і навіть Мадагаскар; на стороні Б найчастіше містилася пісня «Sing an Ode to Love»; значно рідше — «Perdoname». «From Souvenirs to Souvenirs» увійшла до тижневих чартів Бельгії (13-те місце), Італії (20-те місце), посіла 85 позицію в річному чарті Франції.
| Назва синглу                | Країна        | Лейбл                    | Сторона Б             |          |
| --------------------------- | ------------- | ------------------------ | --------------------- | -------- |
| From Souvenirs To Souvenirs | Франція       | Philips Records          | «Sing an Ode to Love» | [ d 5 ]  |
| Souvenirs                   | Югославія     | Philips Records, PGP RTB | «Sing an Ode to Love» | [ d 6 ]  |
| From Souvenirs To Souvenirs | Німеччина     | Philips Records          | «Perdoname»           | [ d 7 ]  |
| From Souvenirs To Souvenirs | Канада        | Philips Records          | «Sing an Ode to Love» | [ d 8 ]  |
| From Souvenirs To Souvenirs | Італія        | Philips Records          | «Sing an Ode to Love» | [ d 9 ]  |
| From Souvenirs To Souvenirs | Португалія    | Philips Records          | «Sing an Ode to Love» | [ d 10 ] |
| From Souvenirs To Souvenirs | Іспанія       | Philips Records          | «Sing an Ode to Love» | [ d 11 ] |
| From Souvenirs To Souvenirs | Нова Зеландія | Philips Records          | «Sing an Ode to Love» | [ d 12 ] |
| From Souvenirs To Souvenirs | Аргентина     | Philips Records          | «Sing an Ode to Love» | [ d 13 ] |
| From Souvenirs To Souvenirs | Перу          | Philips Records          | «Sing an Ode to Love» | [ d 14 ] |
| From Souvenirs To Souvenirs | Мадагаскар    | Philips Records          | «Sing an Ode to Love» | [ d 15 ] |
| From Souvenirs To Souvenirs | ПАР           | Phonogram                | «Sing an Ode to Love» | [ d 16 ] |

Наступного року її переклад німецькою мовою «Mein Leben Ist Ein Souvenir» увійшов до альбому Русоса Die Nacht und der Wein, який вийшов в Німеччині та Австрії. Надалі пісня неодноразово входила до збірок Деміса Русоса, проте не вважалася одним з його головних міжнародних хітів. Зокрема, композиція увійшла до альбому Greatest Hits 1983 року, але відсутня в збірці найкращих пісень 1986 року. Після смерті співака 2015 року в газеті The Guardian та на сайті BBC його головним доробком назвали пісні «Forever and Ever», «Goodbye, My Love, Goodbye» та «Quand je t'aime», не згадавши «From Souvenirs to Souvenirs» жодного разу.

## Популярність в СРСР

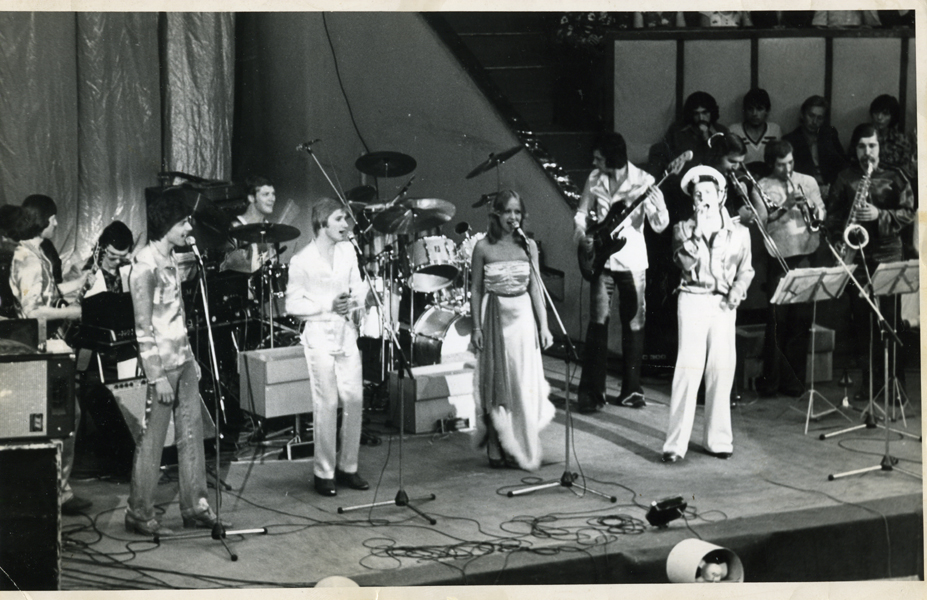
ВІА «Червоні маки»

Вже 1976 року на радянському лейблі звукозапису «Мелодія» вийшла грамофонна платівка «Музыка и стихи» (укр. Музика та вірші) Андрія Богословського, де серед інших Жанна Бічевська під акомпанемент гітари заспівала пісню «Рисуют мальчики войну» (укр. Малюють хлопчики війну); композитором пісні було вказано А. Богословського, але її мелодія нагадувала хіт Русоса. А ще за рік популярний радянський вокально-інструментальний ансамбль «Червоні маки» випустив мініальбом «Первая любовь» (укр. Перше кохання) з однойменною піснею, яка була інтерпретацією «From Souvenirs to Souvenirs» із російськомовним текстом Аполлона Григор'єва; на обкладинці автором оригінальних музики та слів був помилково вказаний сам Русос.

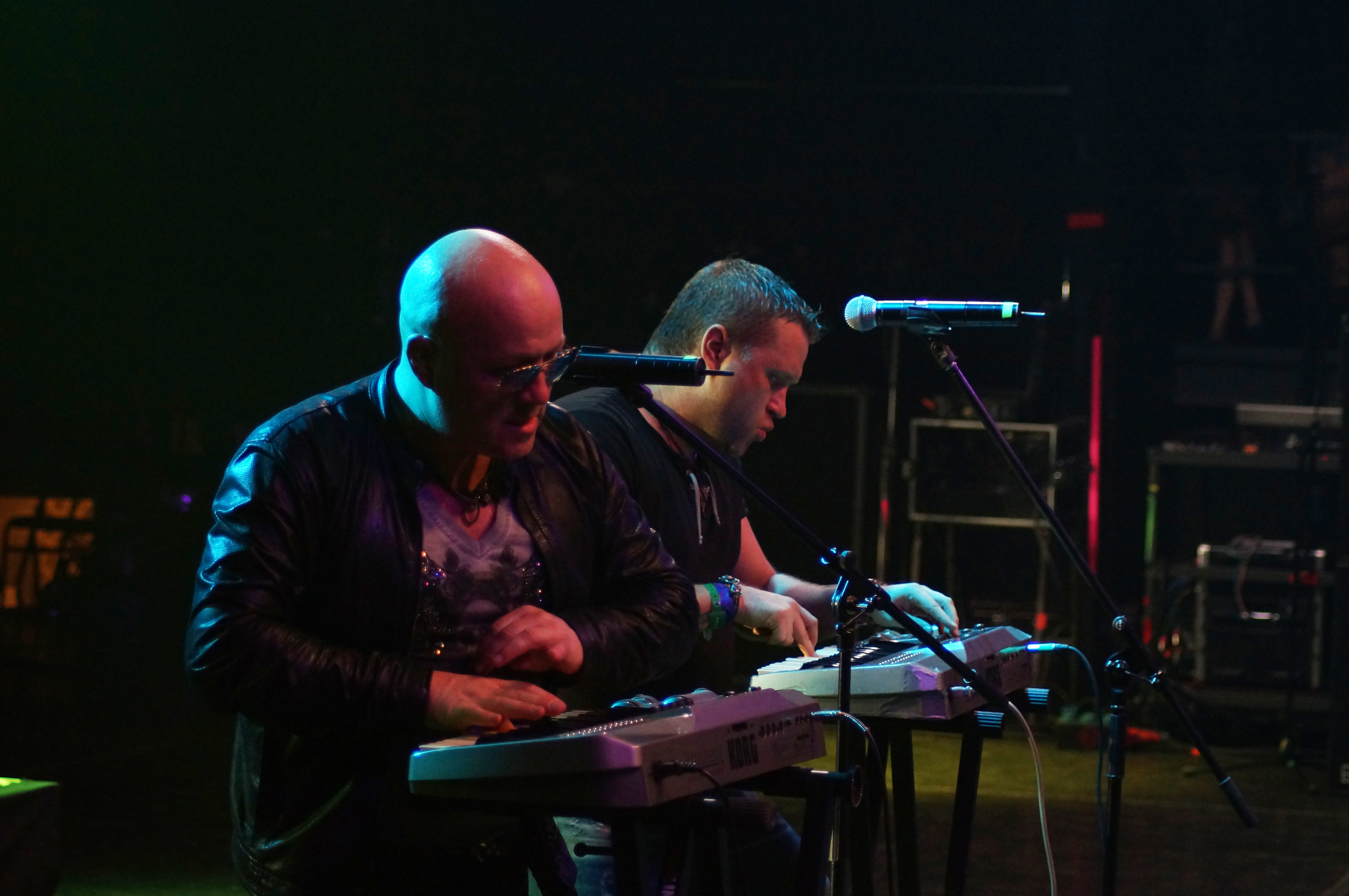
Гурт «Русский размер»

Деміс Руссос був одним з перших європейських попвиконавців, чиї записи були розповсюджені в Радянському Союзі в часи «Залізної завіси»: його пісні продавалися на грамофонних платівках та офіційно звучали на радіо. 1979 року на «Мелодії» вийшов спліт-альбом з піснями Деміса Русоса та азербайджанського ВІА «Гая». Авторів «From Souvenirs to Souvenirs» цього разу вказали правильно, але її назву переклали дослівно як «Сувенир» (укр. Сувенір). Того ж року «Мелодія» випустила подвійний альбом «Большой успех Демиса Руссоса» (укр. Великий успіх Деміса Русоса) з найкращими піснями виконавця, до якого композиція увійшла під назвою «От сувенира до сувенира» (укр. Від сувеніра до сувеніра).
Шалена популярність «Сувенірів» у СРСР стала несподіванкою для Деміса Русоса. Як згадував музичний журналіст Борис Барабанов, коли в 1990-ті роки співак гастролював на пострадянському просторі, то організаторам концертів доводилося пояснювати, що без «Сувеніра» глядачі не відпустять грецьку зірку зі сцени. Описуючи виступ Русоса в Москві взимку 2001 року, Олександр Мурзак зазначав: «Епілогом концерту стала виконана на біс культова „From Souvenirs to Souvenirs“, повністю задовольнивши всі потаємні бажання збудженої публіки».
Текст Аполлона Григор'єва став основою для ще однієї популярної кавер-версії, яку 1995 року випустили гурт «Русский размер» та Професор Лебединський. Ця версія отримала назву «Бегут года» (укр. Біжать роки), хоча оригінальний приспів починався зі слів «Идут года…» (укр. Йдуть роки...), та відрізнялася характерним хрипким вокалом Лебединського. Серед інших відомих артистів, які виконували пісню «Бегут года» — рок-гурт «Агата Крісті» та українська естрадна співачка Наталія Бучинська.

## Порівняння текстів
| «From Souvenirs to Souvenirs» (1975) текст Алека Костандіноса | «Γιατί Φοβάσαι» (1975) текст Піфагораса Папастаматіу | «Первая любовь» (1977) текст Аполлона Григор'єва |
| Куплет 1 A lonely room and empty chair Самотня кімната і порожній стілець Another day so hard to bear Ще один день, який так важко витримати The things around me that I see remind me of Речі, що я бачу навколо, нагадують мені The past and how it all used to be Минуле і як все було раніше                                                                                         | Куплет 1 Γιατί φοβάσαι τη σιωπή Чому ти боїшся тиші? Είμαι δική σου σ′το 'χω πει Я твоя, я тобі це сказала Με τη σιωπή μου σου μιλώ, και σε φιλώ, Крізь мовчання я говорю з тобою, цілую тебе κύμα τρελό μες στο γιαλό шалена хвиля на морі                                                               | Куплет 1 Ушел от нас последний день Пішов від нас останній день Как исчезает в полдень тень, Як зникає опівдні тінь Любовь уходит с пожелтевшею листвой, Кохання йде з пожовклим листям И расстаемся мы с тобой. І розлучаємося ми з тобою                                                                  |
| Приспів From souvenirs to more souvenirs I live Від спогадів до спогадів я живу With days gone by when our hearts had all to give Минули дні, коли наші серця могли віддати все From souvenirs to more souvenirs I live Від спогадів до спогадів я живу With dreams you left behind З мріями, які ти залишила позаду I'll keep on turning in my mind До яких я буду повертатися в думках | Приспів Πάρ′ το φεγγάρι και καν' το βέρα μου Візьми місяць і зроби його моїм перснем Φίλε μου, άντρα και αγέρα μου Мій друг, мій чоловік, мій вітер Πάρ' τη ζωή απόψε να την πιεις Забери моє життя сьогодні ввечері, пий його σταγόνα από κρασί цю краплю вина όλος ο κόσμος είσ′ εσύ Ти — це цілий світ | Приспів Идут года и грусть-печаль в твоих глазах Йдуть роки і смуток-сум у твоїх очах А я не знаю, что тебе сказать, А я не знаю, що тобі сказати Найти слова или без слов ответить Знайти слова чи без слів відповісти на твою любовь, на твоє кохання Чтоб стала ты моей судьбой. Щоб ти стала моєю долею |
| D. Roussos - From Souvenirs to Souvenirs | Μαρινέλλα - Γιατί Φοβάσαι | ВИА Красные маки - Первая любовь |